# حبيل الصريم (حالمين)

تعديل مصدري - تعديل

حبيل الصريم هي إحدى قرى عزلة حبيل الريدة بمديرية حالمين التابعة لمحافظة لحج، بلغ تعداد سكانها 60 نسمة حسب تعداد اليمن لعام 2004.